# 富田和暁
富田 和暁（とみた かずあき、1947年 - ）は、日本の地理学者。大阪商業大学経済学部教授。専門分野は、都市地理学・経済地理学。
愛知県出身。1976年、名古屋大学大学院博士課程単位取得。文学博士。横浜国立大学、大阪市立大学で教鞭を執った。
1996年、『大都市圏の構造的変容』で日本都市学会賞（奥井記念賞）を受賞。

## 著書[1]
- 『地域と産業 - 経済地理学の基礎』 大明堂→原書房
- 『情報化社会のオフィス立地』　時潮社・共訳
- 『情報化社会の地域構造』　大明堂・共編
- 『経済立地の理論と実際』　大明堂
- 『大都市圏の構造的変容』　古今書院
- 『図説　大都市圏』　古今書院・共編
- 『大都市都心地区の変容とマンション立地』古今書院

他